# فلورنسا هنري
فلورنسا هنري هي مصورة ورسامة سويسرية، ولدت في 28 يونيو 1893 في نيويورك في الولايات المتحدة، وتوفيت في 24 يوليو 1982 في Laboissière-en-Thelle ‏ في فرنسا.

## وصلات خارجية
- فلورنسا هنري على موقع الموسوعة البريطانية (الإنجليزية)